# 中山兼宗
中山 兼宗（なかやま かねむね、長寛元年〈1163年〉 - 仁治3年〈1242年〉）は、平安時代末期から鎌倉時代前期にかけての公卿・歌人。内大臣・中山忠親の長男。官位は正二位・按察使、権大納言。中山家2代。

## 経歴
生年は『公卿補任』に記された享年から逆算すると長寛元年（1163年）生まれとなるが、角田文衛は父・忠親の日記である『山槐記』安元元年7月28日条に兼宗の年齢を15歳と書かれていることを指摘し、応保元年（1161年）が正しいのではないかとする説を唱えている。
仁安2年（1167年）叙爵。侍従・左近少将・右近中将・阿波介・伊予権介・播磨権介・備中権介を歴任。建久4年（1193年）蔵人頭に補任され、建久6年（1195年）参議に任ぜられ、権大納言を経て建暦元年（1211年）正二位大納言に至った。
議政官として、大嘗会御禊次第司御後長官・加賀権守・中宮（九条立子）大夫・按察使などを兼帯。建保6年（1218年）子・忠定を参議に申請して自らは大納言を辞すが、2年後の承久2年（1220年）には「子強好交衆、又増不孝耳」（『明月記』寛喜元年4月9日条）のため忠定を解官させており、父子の確執は深まり、天福元年（1233年）には三浦義村や藤原定家の調停を受けるまでに騒ぎは大きくなった。嘉禎元年（1235年）大隅国の知行国主となる。仁治3年（1242年）9月3日、薨去。享年80。
歌人としては『千載和歌集』（歌番号328）に1首入るほか、『新古今和歌集』以後の勅撰和歌集に20首入集し、建久2年の若宮社歌合、六百番歌合、千五百番歌合、経房家歌合などにも出詠している。『井蛙抄』巻六によれば、定家は「歌は兼宗大納言、束帯にて陣座に着て。公事をこなひたる様によむべし」と語ったと伝えられる。また治承3年（1179年）正月には高倉天皇の朝覲行幸の御遊に伺候し、初めて箏の役を務めて以来、建久 5年には楽所別当にも補され、種々の和歌会御遊などでも箏や琵琶の役を担当したことが知られる。

## 系譜
- 父：中山忠親
- 母：権右中弁・藤原光房の娘
- 妻：藤原重家の娘
  - 長男：中山忠定（1188年 - 1256年）
- 生母不明の子女
  - 男子：中山仲親
  - 男子：良豪